# Лас-Брухас (аэропорт, Куба)
Лас-Бру́хас (исп. Las Brujas), (ИАТА: BWW, ИКАО: MUBR) — гражданский аэропорт, обслуживающий остров Кайо-Санта-Мария провинции Вилья-Клара на Кубе.

## Общие сведения
Аэропорт Лас-Брухас расположен на высоте 4 метров над уровнем моря. Аэропорт обслуживается одной взлётно-посадочной полосой с асфальтовым покрытием размером 1803 на 44 метра. Оборудован зданием одного терминала и принимает только внутрикубинские рейсы.
На острове расположены курортные пляжные зоны и гостиницы. Сорока восьми километровая насыпная дорога соединяет остров с материком в районе города Кайбарьен.